# Семенівка (зупинний пункт, Львівська залізниця)
Семенівка — пасажирський зупинний пункт Львівської дирекції Львівської залізниці. Розташований неподалік села Семенівка Львівського району Львівської області. Платформа розміщується між зупинним пунктом Пустомити та станцією Щирець II.

## Історія
Лінія, на якій розміщена платформа, відкрита у 1873 році як складова залізниці Львів — Стрий. Точна дата відкриття платформи наразі не встановлена, однак відбулося це не пізніше 1947 року.
Сучасного вигляду платформа набула після 1962 року, коли було електрифіковано лінію Львів — Стрий.
До початку 1990-х років у документації вживалася полонізована версія назви — Семянівка.